# Ronda (Diário de Notícias)

A Ronda foi uma coluna diária de notas culturais e de variedades do jornal Diário de Notícias, de Porto Alegre, veículo integrante da rede brasileira dos Diários Associados, escrita pelo jornalista e cirurgião-dentista Antonio Onofre da Silveira (1915-1988) com publicação regular entre 1952 e 1979, antecedida por colaborações avulsas ou não assinadas principalmente a partir de 1947, e sucedida pela coluna Antonio Onofre, de 1980 a 1984, no jornal Kronika.

## Histórico
A Ronda, como coluna assinada, foi publicada a primeira vez no Diário de Notícias na edição do dia 18 de abril de 1952, sendo mantida formalmente com esse nome até fins de 1979, quando da decadência das atividades dos Diários Associados em todo o Brasil, resultando na extinção de diversos órgãos de imprensa (jornais, rádios e emissoras de televisão). O declínio das empresas provocaria também o fechamento do Diário de Notícias de Porto Alegre.
Inicialmente a Ronda era voltada para o teatro, cinema e assuntos afins, com o nome Ronda do Teatro. Surgiu diretamente ligada às mudanças na diagramação da página dedicada às artes visuais, espetáculos teatrais, música, rádio, circo, etc. Pouco a pouco conquistou regularidade, tornando-se uma coluna com abrangência mais ampla, cobrindo variedades e entretenimento, voltada para a divulgação de artes, espetáculos e acontecimentos sociais, eventos normalmente associados à crônica da vida noturna da cidade. O texto era construído com pequenas notas acompanhadas de observações informais, incluindo citações poéticas, sobretudo trechos avulsos de poemas. Geralmente apresentava uma fotografia relacionada com eventos ou personalidades da vida cultural. Também costumava insistir nos valores do ócio, oferecendo conselhos gastronômicos simples, populares, com uma sensualidade rude, sugerindo romantismo ou ironia. Como outro traço de identidade, as notas eram quase sempre acompanhadas de curtíssimos textos com pequenas manifestações afetivas e pessoais. Em seu período áureo era reconhecida como a coluna diária mais lida na sua região. Nos anos 70, apesar da universalização da impressão offset e do uso vulgarizado de fotografias, a coluna passou a mostrar sinais de cansaço, embora também buscasse os modelos popularizados pela imprensa diária de variedades.
Após o fim do Diário de Notícias, o espaço teria imediata continuidade no tablóide quinzenal Kronika, agora não mais com o nome Ronda, mas apenas Antônio Onofre, sendo publicada de janeiro de 1980 a março de 1984, quando foi interrompida em definitivo por problemas de saúde de seu titular (imobilidade causada por acidente vascular cerebral). Apesar da troca do nome, a coluna permaneceu conhecida informalmente pela designação consagrada, Ronda. O jornalista Antonio Onofre da Silveira totalizaria, assim, excluídas as experiências anteriores em outros jornais, quase 37 anos de publicação reconhecida e regular, sendo 32 anos de “Ronda”, uma das colunas de notas de maior duração na imprensa brasileira.